# Thianitara spectrum
Thianitara spectrum là một loài nhện trong họ Salticidae.
Loài này thuộc chi Thianitara. Thianitara spectrum được Eugène Simon miêu tả năm 1903.